# Castelo da Lourinhã
O Castelo da Lourinhã localizou-se na vila da Lourinhã, na atual freguesia de Lourinhã e Atalaia, e na histórica província da Estremadura em Portugal.

## História

### Antecedentes
A primitiva ocupação humana da região remonta à pré-história, conforme o demonstram os testemunhos arqueológicos reunidos no seu museu.
À época das Invasões romanas da Península Ibérica, aqui existiu uma povoação denominada de Laurinius, sobre um pequeno porto navegável, em um braço de mar. Devido ao assoreamento, a atual vila é banhada apenas por um pequeno curso d'água, o Rio Grande.

### O castelo medieval
À época da Reconquista cristã da Península Ibérica, D. Afonso Henriques (1112-1185) concedeu ao fidalgo francês, D. Jordan (ou Jordão), integrante da Segunda Cruzada, em recompensa pelos serviços prestados na conquista de Lisboa (1147), o senhorio da Lourinhã e seus domínios.
Este fidalgo teria passado foral à povoação em 1160, com a autorização do soberano, diploma confirmado por D. Afonso II (1211-1223) (Santarém, Março de 1218).
D. Afonso III (1248-1279) repetiria o gesto em 1251, o mesmo o fazendo D. Pedro I (1357-1367) por uma Carta de Confirmação de Privilégios (Chancelaria de D. Pedro I, L. 1, fl. 11v). Afirma-se que estes últimos privilégios estariam ligados aos amores do soberano por D. Inês de Castro, que aqui se teria refugiado, recebendo as reais visitas.
Ao se inaugurar a Dinastia de Avis, o senhorio da Lourinhã foi doado a D. Lourenço Vicente, Arcebispo de Braga (1384), passando, por sua morte (1397), para o jurista João das Regras.

### Do século XIV ao presente
No século XVI, D. Manuel I (1495-1521) concedeu-lhe Foral Novo (1512).
A memória da existência de um castelo perdura apenas na designação da antiga Igreja Matriz, sob a invocação de Nossa Senhora da Anunciação, também conhecida como Igreja de Santa Maria do Castelo.
Em estilo gótico mendicante, com motivos que evocam a peregrinação a Santiago de Compostela, acredita-se que a sua construção se iniciou na segunda metade do século XIV, por iniciativa de D. Lourenço Vicente, sobre os restos do antigo Castelo da Lourinhã, segundo uns, ou de uma antiga fortificação muçulmana, segundo outros.
Em nossos dias, a Igreja de Santa Maria do Castelo e o Forte de Nossa Senhora dos Anjos de Paimogo (restaurado) constituem o patrimônio arquitetônico de maior interesse no concelho.